# 石神富士雄
石神 富士雄（いしがみ ふじお、1953年8月14日 - ）は、福島県出身の元騎手・調教助手。
実子の深一、孫の深道は現騎手。

## 来歴
1974年3月に東京・中村広厩舎からデビューし、田所秀孝の弟弟子となる。
同3日の中山第12競走5歳以上400万下・ヒメジジョー（14頭中8着）で初騎乗を果たすと、同30日の中山第12競走5歳以上400万下・チュウオーモンドで初勝利を挙げる。秋は11月の地元福島開催で3勝と活躍し、1年目の同年は6勝をマーク。
2年目の1975年には10月25日の東京、12月13日の中山で1日2勝をマークするなど初の2桁となる15勝を記録し、1976年には師匠・中村の実子である中村貢厩舎に移籍。
1977年には福島戦8勝を含む13勝をマークするが、8勝は春秋4勝ずつ挙げてのものであり、春の4勝中3勝は特別勝ちであった。
1978年は9勝と1年目以来の1桁に終わるが、9勝中4勝はシンザン産駒ゴールデンボートでマーク。同馬では同年のセントライト記念でサクラショウリ・シービークロスに次ぐ5着、オールカマー3着、1979年の京王杯SHでメジロファントムを抑えて人馬共に唯一の重賞制覇を飾る。
1979年から1982年まで4年連続2桁勝利を記録し、1980年2月23日の中山第11競走香取特別では7歳牝馬ボストンメリーでホウヨウボーイを破って勝利。
1980年の皐月賞では16頭中13番人気のハワイアンジュエルで極悪の不良馬場の中で勢いよくハナを切り、ハワイアンイメージ・オペックホースと接戦を繰り広げた末、モンテプリンス・サクラシンゲキに先着の3着と健闘。
1982年には16勝中7勝を新潟戦で挙げ、ベルエアで関屋記念・新潟記念で共に2着に入った。
1983年からは1桁台に落ち着くが、1986年は秋の福島で2度の1日2勝を含む5勝と活躍するなど7勝を挙げ、1988年には師匠の中村広厩舎に復帰。
1989年には大久保房松の長男である大久保勝之厩舎に移籍するが、1990年には自己最低の1勝に終わり、1991年にはフリーに転向。
1992年1月12日の中山第3競走4歳未勝利・ムイビエンが最後の勝利となり、5月2日の東京第10競走箱根ステークス・アームバンガード（15頭中15着）を最後に現役を引退。

## 騎手成績
| 通算成績 | 1着 | 2着 | 3着 | 4着以下 | 騎乗回数 | 勝率 | 連対率 |
| -------- | --- | --- | --- | ------- | -------- | ---- | ------ |
| 平地     | 154 | 185 | 194 | 1333    | 1866     | .083 | .182   |

### 主な騎乗馬
- ゴールデンポート（1979年京王杯スプリングハンデキャップ）

その他
- ハワイアンジュエル（1980年皐月賞3着）